# Österreichischer Turnerbund

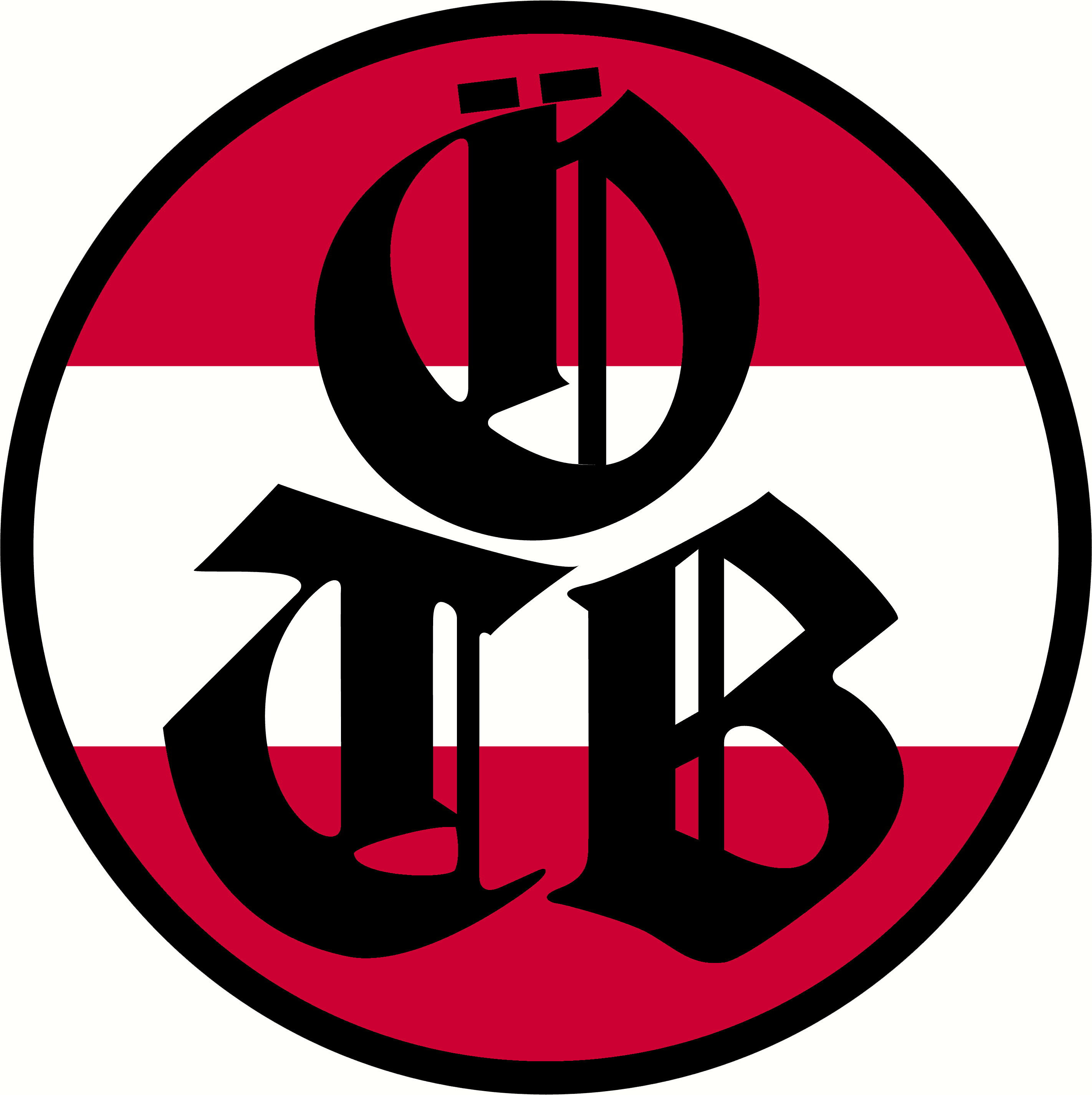
Logo des ÖTB

Der Österreichische Turnerbund (ÖTB) versteht sich als Dachverband jener österreichischen Turnvereine, welche die Satzungen und Leitsätze des ÖTB anerkennen und auf den zeitlosen Grundlagen des Turnens nach Friedrich Ludwig Jahn aufbauen. Die Orientierung an Jahn wird von Politologen und Organisationen kritisiert.
Der ÖTB zählt nach eigenen Angaben österreichweit rund 60.000 Mitglieder und 8.000 ehrenamtliche Mitarbeiter.

## Geschichte

### Turnvater Jahn
Historisch begründet wurde das Turnen 1807 in Deutschland von „Turnvater Jahn“, Friedrich Ludwig Jahn. Turnen war für ihn vor allem Leibeserziehung, das von Jahn und seinen Schülern ab 1811 auch als patriotische Erziehung zur Vorbereitung auf die Befreiungskriege gelehrt und gelebt wurde. Das Jahnsche Turnen gilt bis heute als Grundlage für verschiedenste Bestrebungen zur Körperertüchtigung, nicht aber seine politischen Ansichten.

### Österreich
Die ersten Turnvereine in Österreich entstanden 1845 in Salzburg, Bregenz, Dornbirn, Innsbruck und 1848 in Ried im Innkreis sowie in Wien die Universitätsturnanstalt. Viele dieser Vereine wurden im Zug des Neoabsolutismus zwischenzeitlich immer wieder verboten.
Der Erlass des Oktoberdiploms im Jahr 1860 brachte mehr bürgerliche Freiheiten für Österreich, nun waren Vereinsgründungen erlaubt. Im Juli 1862 bestanden in Österreich 25, im Oktober 1863 schon 76 und im Jahr 1869 bereits 104 Turnvereine.
Seit 1868 schlossen sich diese Vereine zum Kreisverband der Turnvereine Deutschösterreichs zusammen, der sich noch im selben Jahr als 15. Turnkreis der Deutschen Turnerschaft angeschlossen hat.
1889 kam es aus politischen Gründen zur Spaltung, es entstand zusätzlich der Deutsche Turnerbund 1889 als Vorgänger des heutigen Turnerbundes. 1893 trennte sich der Deutsche Arbeiter Turn- und Sportbund (heute ASKÖ) ab, der 1913 eine Teilorganisation der Sozialdemokratischen Partei (heute SPÖ) wurde. Eine weitere Spaltung gab es 1911, als der deutschvölkische Verband alldeutscher Turnvereine Arndt sich vom Deutschen Turnerbund 1889 trennte. Im gleichen Jahr gründete sich auch die Christlich Deutsche Turnerschaft (heute Sportunion). Alle diese Abspaltungen hatten politische und weltanschauliche Ursachen.
Der Turnerbund hatte auch zwei Turnkreise in Deutschland.

### Zwischenkriegszeit
Nach dem Ersten Weltkrieg schlossen sich am 2. September 1919 einige dieser Verbände wieder zusammen zum Deutschen Turnerbund 1919. Im Jahr 1932 gehörten diesem Turnerbund 825 Vereine an. Durch den Arierparagraphen waren Juden, zusätzlich auch Angehörige „nichtdeutscher“ Völker und organisierte Arbeiter von der Vereinsmitgliedschaft ausgeschlossen. Dieser Verband hatte mit Sachsen und Niedersachsen auch zwei Turnkreise in Deutschland. 1933 gab es Bestrebungen, den Deutschen Turnerbund als die Einheitssportbewegung im Reich durchzusetzen, allerdings entschied sich die NSDAP dann doch für den Staatssport nach dem faschistischen Modell Italiens.
Die österreichische NSDAP war sehr erfolgreich in der Unterwanderung bestehender Organisation oder in der Schaffung von unverdächtigen Tarnorganisationen. Der Turnerbund war die wichtigste und mitgliederstärkste Vorfeldorganisation der österreichischen Nationalsozialisten. Die NSDAP nahm eine beherrschende Stellung im Turnerbund ein. Der Turnerbund 1919 sah sich selbst „auf dem besten Weg zur hauptsächlichsten Kampfesformation der Nationalsozialisten zu werden“. 1933 wurden 64 Vereine des Turnerbunds wegen getarnter nationalsozialistischer Betätigung aufgelöst, Gauturnfeste und Schauturnen grundsätzlich verboten, ebenso wie das Tragen der hakenkreuzähnlichen Verbandsabzeichen (daher die Bezeichnung Hakenkreuzler-Turner).
Beim misslungenen Juliputsch 1934, bei dem Bundeskanzler Engelbert Dollfuß ermordet wurde, sammelten sich die Putschisten, viele davon Mitglieder des Turnerbundes, in der Turnerbundhalle Siebensterngasse in Wien-Neubau, wo sie mit Waffen und Uniformen ausgerüstet wurden.
Der Reichsdietwart der deutschen Turnerschaft Kurt Münch schrieb 1935 über den Turnerbund: 

„Wie seit jeher für die völkisch-politische Bewegung bis 1918 stellten sie auch für die Freiheitsbewegung des Dritten Reiches namhafte Vorkämpfer und ihre Vereine dienten in schlimmen Zeiten durchgängig als Tarnung für die Organisationen der Nationalsozialistischen Partei.“

### Im Nationalsozialistischen Deutschen Reich
In der Nacht vor dem Einmarsch der deutschen Wehrmacht am 12. März 1938 wurden in Wien alle wichtigen öffentlichen Gebäude von österreichischer SS, SA und Turnerbündlern besetzt.
Nach dem „Anschluss“ Österreichs an das Deutsche Reich wurde der „Deutsche Turnerbund 1919“ im Mai 1938 in den Deutschen Reichsbund für Leibesübungen feierlich eingegliedert, womit seine Eigenständigkeit erlosch. Der Turnerbund verlautete: 

„Wir standen ... als ein Teil der Bewegung im Dienste der Nationalsozialistischen Erziehung. Viele führende Männer der Partei und ihrer Gliederungen sind aus der politischen Leibeserziehung unserer Vereine hervorgegangen... Wir werden unseren Einsatz geben im gleichen Geist, in der gleichen Opferbereitschaft wie in den Jahren, in denen wir Vorkämpfer der nationalsozialistischen Bewegung waren.“

 Laut Angaben des ÖTB habe keiner aus der Führung des Turnerbundes eine Parteikarriere in der NSDAP gemacht. Der Gaudietwart Karl Konrad Bauer war aber führend beteiligt an der Arisierung von Verlagen. Auch bei Verfahren gegen nationalsozialistische Juristen nach dem Krieg wurde aber festgestellt, dass die meisten Angeklagten schon vor dem Anschluss Mitglied bei deutschnationalen Massenorganisationen wie dem Deutschen Turnerbund 1919 gewesen waren.

### Nachkriegszeit und Neugründung
Nach dem Kriegsende, wurden am 26. Oktober 1946 die Vereine des ehemaligen Deutschen Turnerbundes 1919 verboten, aufgelöst und ihr Vermögen zu Gunsten der Republik Österreich eingezogen. Das Vermögen wurde den Bundesländern übertragen unter der Auflage es nur für turnerische Zwecke zu verwenden.
Der so genannte „Siebenerausschuss“ begann 1948 damit, sich um jene Immobilien (Turnhallen und -plätze) zu bemühen, die konfisziert worden waren.
Nachdem seit 1949 bereits zahlreiche Turnvereine wieder neu gegründet worden waren, entwarf Hermann Seidel die Satzungen für einen Dachverband, die am 8. Mai 1952 genehmigt wurden. Am 6. Juli 1952 fand im Pollheimer Schloss in Wels die Gründungsversammlung statt. Sitz des ab nun Österreichischer Turnerbund (ÖTB) genannten Verbandes war Linz und ist aktuell Traun.
Nach eigenen Angaben hatte der ÖTB im Jahr 1994 228 Vereine mit etwa 57.000 Mitgliedern.

## Ziele und Leitsätze des ÖTB
Zweck des Turnerbundes ist nach den Satzungen die Erhaltung, Hebung und Förderung der Volksgesundheit durch das von Friedrich Ludwig Jahn begründete Turnen. Jahnsches Turnen will den Menschen an Körper, Geist und Seele bilden.
Ziele sind Leibesübungen auf breitester Grundlage bis zur gesundheitlich vertretbaren Spitzenleistung, darüber hinaus die Förderung musischer Betätigungen und heimischen Brauchtums. Dabei sollen möglichst alle Menschen (begabte und weniger talentierte) eingebunden werden. Der einzelne Mensch soll sich nicht einzelnen Sparten widmen, sondern sich in allen Leibesübungsarten heranbilden, soll Geräteturnen, Leichtathletik betreiben, schwimmen, wandern und anderes.
Im Gegensatz zu den beiden anderen in Österreich bestehenden Dachverbänden Sportunion und ASKÖ wird im ÖTB das Turnen um Geld- und Wertpreise abgelehnt. Als Preis in sportlichen Wettkämpfen werden ausschließlich Eichenkränze und Eichenbrüche verteilt. Auch die Funktionäre und die Vorturnerschaft arbeiten freiwillig und unentgeltlich. Abgelehnt wird auch der direkte Eingriff von Sponsoren auf die Vereine, Aufschriften von Sponsorfirmen etwa auf der Turnkleidung sind untersagt. Die Leitsätze des Vereins seit 1996 betonen unter anderem: die Pflege der Kameradschaft, die Bildung der Mitglieder zu heimat-, volks- und staatsbewussten Menschen, und die Bekenntnis zum angestammten Volkstum die Voraussetzung für die Bewahrung der Vielfalt der Volksgruppen in Österreich. Er tritt für die Erhaltung, Pflege und Förderung des deutschen Volkstums und des überlieferten, heimischen Brauchtums ein.
Gemäß den Satzungen tritt der ÖTB auch für die Grund- und Freiheitsrechte der Menschen, sowie für eine demokratische Verfassung und die Freiheit, Unabhängigkeit und Unteilbarkeit der Republik Österreich ein. Parteipolitische Bestrebungen sind innerhalb des ÖTB satzungsgemäß ausgeschlossen. Die Verbandstätigkeit erfolgt demnach frei von Parteipolitik und unabhängig von Glaubensbekenntnissen. Allerdings haben eine Reihe von Politikern der FPÖ auch Führungspositionen im ÖTB inne, aber auch einige Politiker anderer Parteien sind Mitglieder und Funktionäre.
Sinnbild für den ÖTB sind die 1846 erstmals verwendeten, in Kreuzform angeordneten 4 F, sie stehen für den Sinnspruch „frisch, fromm, fröhlich, frei“. Turnergruß ist seit 1817 „Gut Heil“, nach anderen Angaben erst seit 1840.

## Kritik
Nach Aussage des Dokumentationsarchivs des österreichischen Widerstandes ist „der ÖTB nach seinem Selbstverständnis keine Sportorganisation, sondern reklamiert einen umfassenden ‚Erziehungs- und Bildungsanspruch eines nationalbewussten völkischen Vereines‘ für sich, wobei er sich auf den Turnvater Friedrich Ludwig Jahn und dessen chauvinistisch-deutschnationales antiklerikales und antisemitisches Gedankengut beruft.“
Zu den frühen Mitgliedern des neu gegründeten Turnerbundes gehörte auch Joseph Hieß, der bereits 1923 der österreichischen NSDAP beigetreten war und in der Partei Karriere als Propagandaredner und ab 1940 „Gaugeschäftsführer“ des „Grenzlandamtes“ gemacht hatte. Nachdem er aus dem Lager in Glasenbach, in dem die Alliierten Nationalsozialisten und Kriegsverbrecher inhaftierten, freigelassen worden war, wurde er „Bundesdietwart“ des ÖTB. Er war auch Gründer des Vereins Dichterstein Offenhausen, der 1999 wegen NS-Wiederbetätigung von den österreichischen Bundesbehörden aufgelöst wurde.
1980 endete ein Prozess, der den Inhalt der Bundesturnzeitung betraf. Das Landesgericht für Strafsachen Wien bestätigte die der Turnzeitung vorgeworfene „neofaschistische“ und „antisemitische“ Schreibweise sowie die „geradezu penetrante Propaganda im Sinne des Nationalsozialismus“ in „fast wörtlichem Gleichklang mit Goebbels“. In der Folge trennte sich der ÖTB von seinem Schriftleiter.